# Genoa Cricket and Football Club 2004-2005
Questa voce raccoglie le informazioni sulle competizioni ufficiali disputate dal Genoa Cricket and Football Club nella stagione 2004-2005.

## Stagione
Nel giugno 2005, il Genoa allenato da Serse Cosmi ha chiuso al primo posto con 76 punti il Campionato di Serie B (dopo essersi laureato campione d'inverno con 46 punti) centrando il ritorno in massima serie dopo dieci anni: tuttavia, alcuni giorni dopo l'ultimo turno di campionato (in cui la squadra ligure aveva battuto, (3-2) il già retrocesso Venezia) è stato scoperto un illecito la cui responsabilità viene imputata al presidente Enrico Preziosi. Con l'accusa di aver aggiustato a proprio favore, il risultato della gara, vedi il Caso Genoa. La sentenza finale del processo tenutosi in estate, è stato il declassamento della società genoana ed una penalizzazione di 3 punti, da scontare nel campionato successivo. La promozione in Serie A ottenuta sul campo, si è così trasformata in una retrocessione in Serie C1. Nella Coppa Italia il Genoa disputa il primo girone di qualificazione, che ha promosso il Torino, ottenendo una sola vittoria (0-2) ad Empoli. Il miglior marcatore rossoblù è stato l'argentino Diego Milito con 22 reti, di cui una segnata in Coppa Italia e 21 in campionato.

## Organigramma societario
Area direttiva
- Presidente: Enrico Preziosi
- Direttore Generale: Stefano Capozucca
- Direttore Sportivo: Gino Montella

Area tecnica
- Allenatore: Serse Cosmi

## Rosa
| N. |                                | Ruolo | Calciatore        |
| -- | ------------------------------ | ----- | ----------------- |
| 1  | Italia (bandiera)              | P     | Alessio Scarpi    |
| 2  | Ghana (bandiera)               | D     | Mohammed Gargo    |
| 3  | Italia (bandiera)              | D     | Giacomo Chini     |
| 3  | Italia (bandiera)              | D     | Luigi Sartor      |
| 4  | Italia (bandiera)              | C     | Giovanni Tedesco  |
| 5  | Italia (bandiera)              | D     | Vittorio Tosto    |
| 7  | Italia (bandiera)              | C     | Ezio Pietro Brevi |
| 8  | Italia (bandiera)              | C     | Ivano Della Morte |
| 8  | Italia (bandiera)              | A     | Marco Carparelli  |
| 9  | Argentina (bandiera)           | A     | Diego Milito      |
| 10 | Italia (bandiera)              | A     | Nicola Caccia     |
| 11 | Croazia (bandiera)             | A     | Saša Bjelanović   |
| 11 | Italia (bandiera)              | C     | Marco Rossi       |
| 14 | Francia (bandiera)             | C     | Sabri Lamouchi    |
| 15 | Italia (bandiera)              | D     | Francesco Baldini |
| 16 | Svizzera (bandiera)            | D     | Daniel Panizzolo  |
| 17 | Serbia e Montenegro (bandiera) | C     | Nikola Lazetić    |
| 18 | Argentina (bandiera)           | C     | Lucas Rimoldi     |
| 19 | Italia (bandiera)              | A     | Matteo Siligato   |
| 20 | Italia (bandiera)              | D     | Andrea Sottil     |
| 21 | Italia (bandiera)              | C     | Nicola Zanini     |

| N. |                     | Ruolo | Calciatore         |
| -- | ------------------- | ----- | ------------------ |
| 22 | Italia (bandiera)   | A     | Roberto Stellone   |
| 23 | Germania (bandiera) | C     | Giuseppe Gemiti    |
| 24 | Italia (bandiera)   | C     | Marco Iovine       |
| 25 | Francia (bandiera)  | C     | Rodrigue Boisfer   |
| 25 | Italia (bandiera)   | D     | Fabio Pisacane     |
| 26 | Nigeria (bandiera)  | A     | Stephen Makinwa    |
| 26 | Italia (bandiera)   | D     | Federico Ferrando  |
| 27 | Italia (bandiera)   | D     | Cristian Stellini  |
| 28 | Italia (bandiera)   | D     | Francesco Renzetti |
| 29 | Svizzera (bandiera) | D     | Martino Borghese   |
| 30 | Italia (bandiera)   | A     | Emanuele Volpara   |
| 31 | Italia (bandiera)   | P     | Nicola Barasso     |
| 32 | Italia (bandiera)   | C     | Antonio Nocerino   |
| 32 | Italia (bandiera)   | A     | Luca Cremona       |
| 33 | Brasile (bandiera)  | D     | Thiago             |
| 34 | Italia (bandiera)   | P     | Danilo Russo       |
| 35 | Italia (bandiera)   | C     | Francesco Cozza    |
| 70 | Italia (bandiera)   | C     | Vincenzo Italiano  |
| 77 | Italia (bandiera)   | D     | Gianluca Lamacchi  |
| 99 | Italia (bandiera)   | P     | Massimo Gazzoli    |

## Risultati

### Campionato

#### Girone di andata
| Arbitro: | M. Mazzoleni (Bergamo) |

|               |           |                   |
| Tamburini 84’ | Marcatori | 47’ (rig.) Milito |

| Arbitro: | Cassarà (Palermo) |

|                       |           |  |
| Caccia 10’ Gemiti 83’ | Marcatori |  |

| Arbitro: | Nucini (Bergamo) |

|                                |           |              |
| Quagliarella 63’ Marazzina 74’ | Marcatori | 59’ Lamouchi |

| Arbitro: | Rocchi (Firenze) |

|                                                   |           |  |
| Caccia 20’ Milito 39’, 68’ Zanini 54’ Makinwa 77’ | Marcatori |  |

| Arbitro: | Girardi (San Donà di Piave) |

|                          |           |                             |
| Fusani 84’ Mascara 90+4’ | Marcatori | 21’ Milito 86’ Gio. Tedesco |

| Arbitro: | Rodomonti (Roma) |

|                                                                   |           |                              |
| Sottil 11’ Lazetic 37’ Gemiti 52’ Milito 75’ (rig.) Makinwa 90+3’ | Marcatori | 55’ Vitiello 90+2’ Zanoletti |

| Arbitro: | Saccani (Mantova) |

|  |           |                  |
|  | Marcatori | 37’ Gio. Tedesco |

| Arbitro: | Pantana (Macerata) |

|                              |           |           |
| Makinwa 46’ Gio. Tedesco 59’ | Marcatori | 33’ Centi |

| Arbitro: | Carlucci (Molfetta) |

|                        |           |                        |
| Spinesi 37’ Scotti 52’ | Marcatori | 18’ Milito 44’ Makinwa |

| Arbitro: | P.S. Mazzoleni (Bergamo) |

|           |           |              |
| 5’ Milito | Marcatori | Adailton 51’ |

| Arbitro: | Romeo (Verona) |

|  |           |                                 |
|  | Marcatori | 12’, 68’ Stellone 90+2’ Makinwa |

| Arbitro: | Banti (Livorno) |

|                                |           |                           |
| Stellone 55’ Milito 63’ (rig.) | Marcatori | 48’ Moscardelli 90’ Tulli |

| Arbitro: | Ayroldi (Molfetta) |

|              |           |                                             |
| Ferrante 15’ | Marcatori | 4’ (rig.) Milito 45+2’ Stellone 81’ Makinwa |

| Arbitro: | Rosetti (Torino) |

|                                    |           |  |
| Stellone 56’ Zanini 66’ Milito 68’ | Marcatori |  |

| Arbitro: | Banti (Livorno) |

|  |           |              |
|  | Marcatori | 63’ Stellone |

| Arbitro: | Brighi (Cesena) |

|                  |           |  |
| Gio. Tedesco 77’ | Marcatori |  |

| Arbitro: | Cassarà (Palermo) |

|               |           |                    |
| Confalone 65’ | Marcatori | 90+2’ Gio. Tedesco |

| Arbitro: | Rodomonti (Teramo) |

|                                        |           |                    |
| Milito 41’ Gio. Tedesco 44’ Zanini 66’ | Marcatori | 33’, 74’ Vannucchi |

| Arbitro: | Messina (Bergamo) |

|            |           |                |
| Miceli 41’ | Marcatori | 90+2’ Stellini |

| Arbitro: | Girardi (San Donà di Piave) |

|                    |           |  |
| Gio. Tedesco 45+2’ | Marcatori |  |

| Arbitro: | Nucini (Bergamo) |

|  |           |                                   |
|  | Marcatori | 34’ Milito 56’ Rimoldi 83’ Caccia |

#### Girone di ritorno
| Genova 21 gennaio 2005, ore 20:45 22ª giornata | Genoa               | 0 – 0 | Modena | Stadio Luigi Ferraris (19 332 spett.)\| Arbitro: \| Castellani (Verona) \| |
| Arbitro:                                       | Castellani (Verona) |       |        |                                                                            |

| Arbitro: | Racalbuto (Gallarate) |

|                        |           |                      |
| Varricchio 38’ Job 87’ | Marcatori | 8’ Milito 28’ Zanini |

| Genova 3 febbraio 2005, ore 20:30 24ª giornata | Genoa                | 0 – 0 | Torino | Stadio Luigi Ferraris (24 320 spett.)\| Arbitro: \| Gabriele (Frosinone) \| |
| Arbitro:                                       | Gabriele (Frosinone) |       |        |                                                                             |

| Arbitro: | Ayroldi (Molfetta) |

|                                                        |           |  |
| Rubino 20’ Palladino 36’ Polenghi 80’ Bombardini 90+3’ | Marcatori |  |

| Arbitro: | Nucini (Bergamo) |

|  |           |                |
|  | Marcatori | 39’ Delvecchio |

| Arbitro: | Rosetti (Torino) |

|                          |           |                                |
| Schwoch 45+1’ Vanoli 90’ | Marcatori | 72’ (aut.) Moscardi 81’ Milito |

| Arbitro: | Morganti (Ascoli Piceno) |

|                         |           |             |
| Stellone 33’ Milito 88’ | Marcatori | 15’ Dionigi |

| Arbitro: | Palanca (Roma) |

|                                          |           |  |
| Galeoto 36’ Barreto 50’ Gallo 64’ (rig.) | Marcatori |  |

| Arbitro: | Girardi (San Donà di Piave) |

|                              |           |               |
| Stellone 17’, 51’ Milito 20’ | Marcatori | 45+1’ Spinesi |

| Arbitro: | Cassarà (Palermo) |

|           |           |            |
| Iunco 51’ | Marcatori | 20’ Milito |

| Arbitro: | Saccani (Mantova) |

|                                     |           |                      |
| Stellone 35’, 45’ Milito 71’ (rig.) | Marcatori | 25’ Testini 31’ Gori |

| Trieste 16 aprile 2005, ore 20:30 33ª giornata | Triestina                | 0 – 0 | Genoa | Stadio Nereo Rocco (6 890 spett.)\| Arbitro: \| Morganti (Ascoli Piceno) \| |
| Arbitro:                                       | Morganti (Ascoli Piceno) |       |       |                                                                             |

| Genova 20 aprile 2005, ore 20:30 34ª giornata | Genoa           | 0 – 0 | Catania | Stadio Luigi Ferraris (18 698 spett.)\| Arbitro: \| Dattilo (Locri) \| |
| Arbitro:                                      | Dattilo (Locri) |       |         |                                                                        |

| Arbitro: | Collina (Viareggio) |

|  |           |                              |
|  | Marcatori | 38’, 43’ Stellone 84’ Zanini |

| Arbitro: | Dattilo (Locri) |

|                |           |                   |
| Stellone 90+3’ | Marcatori | 23’ (rig.) Kharja |

| Crotone 7 maggio 2005, ore 20:30 37ª giornata | Crotone            | 0 – 0 | Genoa | Stadio Ezio Scida (5 007 spett.)\| Arbitro: \| Rodomonti (Teramo) \| |
| Arbitro:                                      | Rodomonti (Teramo) |       |       |                                                                      |

| Arbitro: | Preschern (Mestre) |

|                                             |           |                              |
| M. Rossi 18’ Caccia 57’ Bocchini 79’ (aut.) | Marcatori | 5’, 54’ Masini 86’ Confalone |

| Empoli 21 maggio 2005, ore 20:30 39ª giornata | Empoli                    | 0 – 0 | Genoa | Stadio Carlo Castellani (13 447 spett.)\| Arbitro: \| Dondarini (Finale Emilia) \| |
| Arbitro:                                      | Dondarini (Finale Emilia) |       |       |                                                                                    |

| Arbitro: | Cruciani (Pesaro) |

|                                |           |            |
| Stellone 45+3’, 52’ Milito 76’ | Marcatori | 90’ Corona |

| Arbitro: | Saccani (Mantova) |

|                        |           |                           |
| Pepe 37’ Di Vicino 86’ | Marcatori | 61’ Stellone 79’ M. Rossi |

| Arbitro: | Morganti (Ascoli Piceno) |

|                              |           |                          |
| Milito 45’, 64’ M. Rossi 53’ | Marcatori | 13’ Vicente 60’ Oliveira |

### Coppa Italia
| Arbitro: | Tagliavento (Terni) |

|  |           |                        |
|  | Marcatori | 42’ Caccia 59’ Makinwa |

| Arbitro: | Romeo (Verona) |

|               |           |                                 |
| Caccia 4’, 6’ | Marcatori | 34’, 51’ Sinigaglia 90+5’ Centi |

| Arbitro: | Collina (Viareggio) |

|                                           |           |                                     |
| Milito 3’ Cozza 15’ (rig.) Stellini 90+1’ | Marcatori | 10’ Mezzano 19’ Pinga 34’ Marazzina |